# Deutsche Oper Berlin

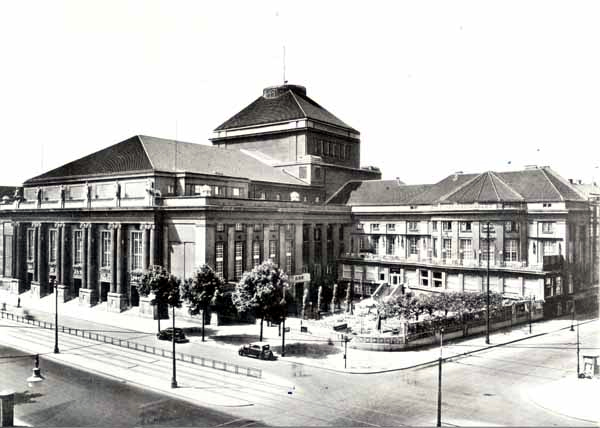
Deutsches Opernhaus, 1912.

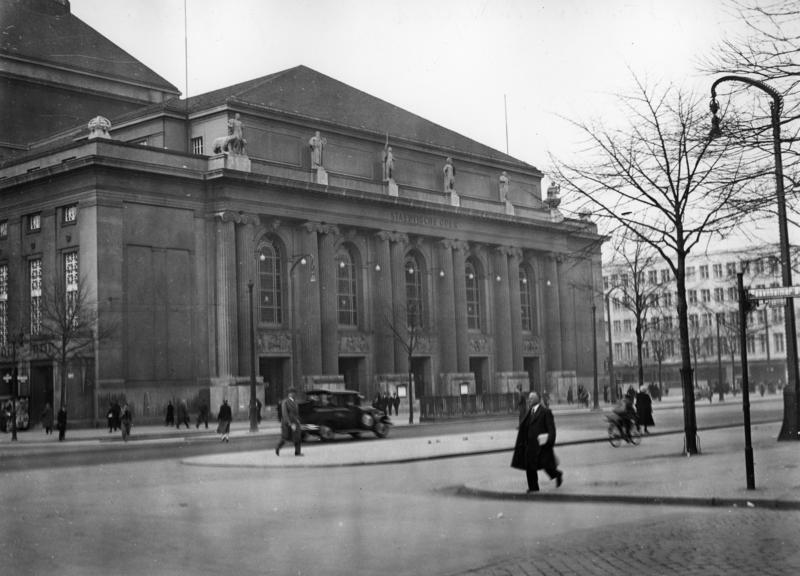
Städtische Oper, 1930.

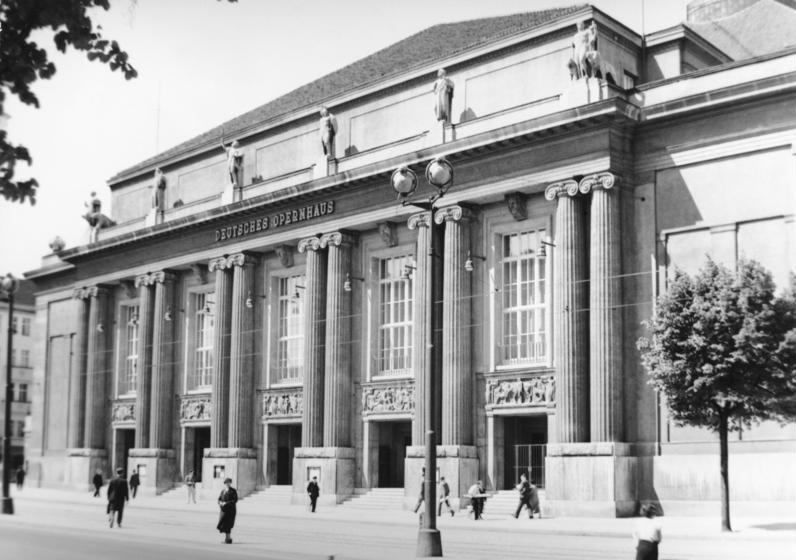
Deutsches Opernhaus, 1939.

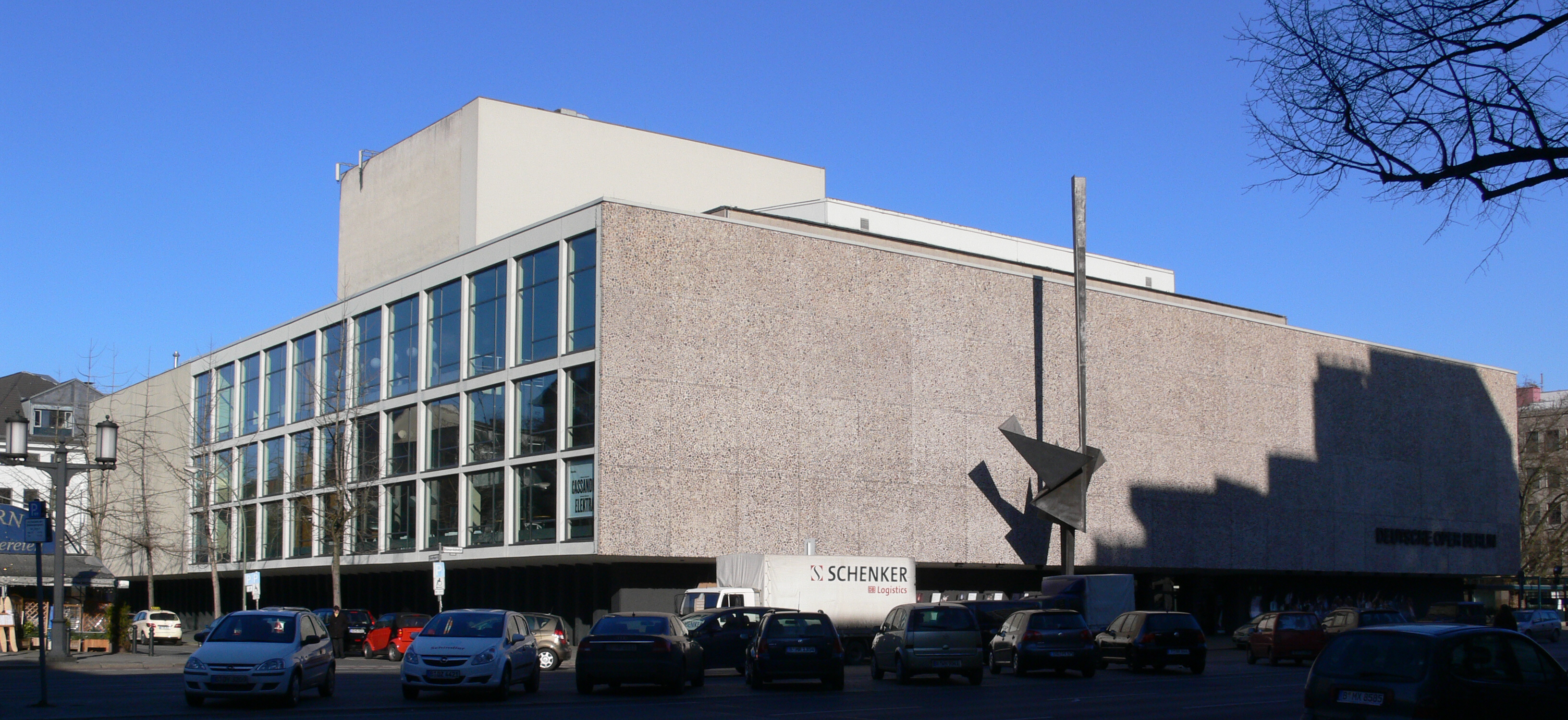
Deutsche Oper Berlin, 2009.

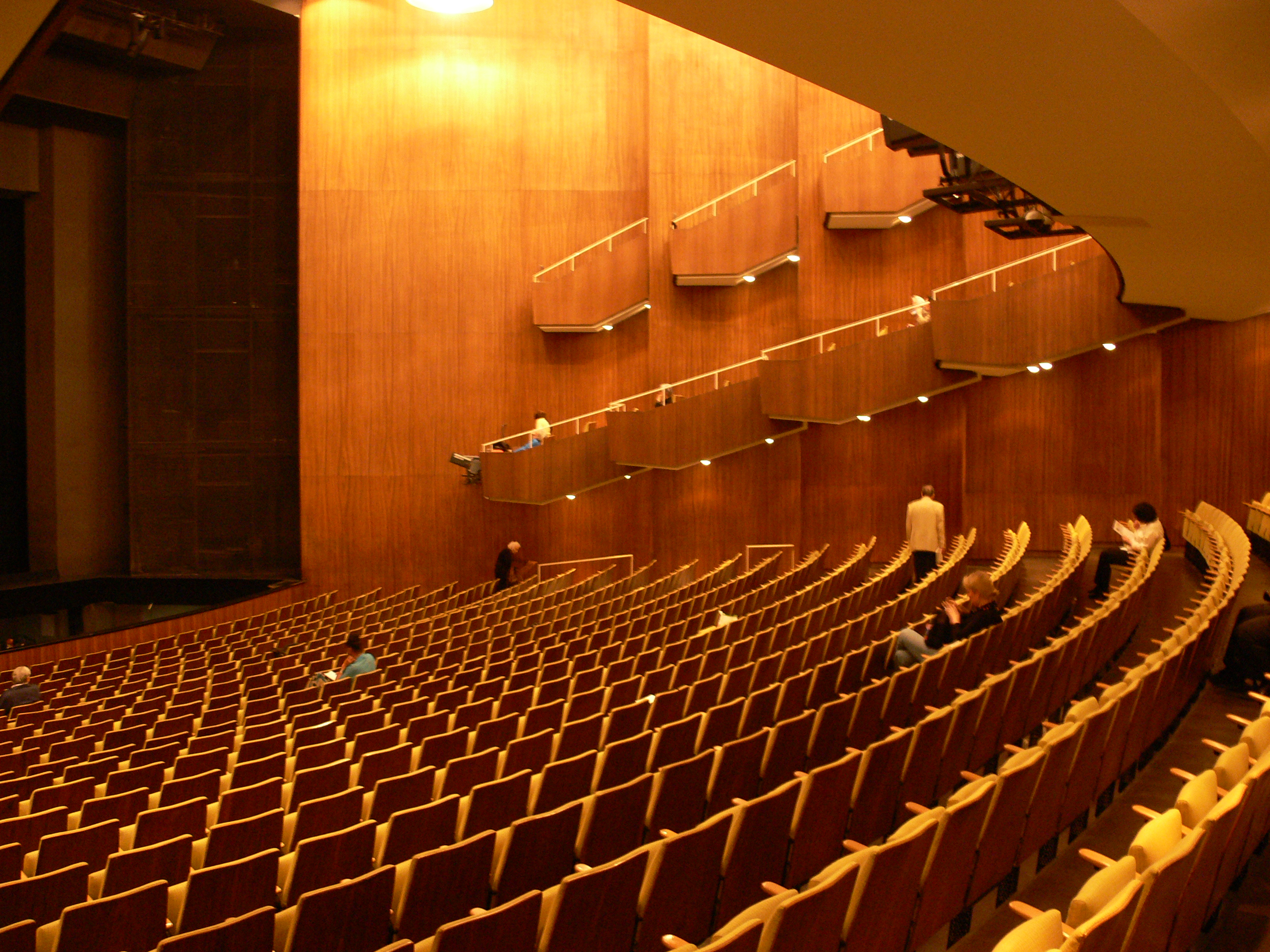
Grote zaal, 2009.

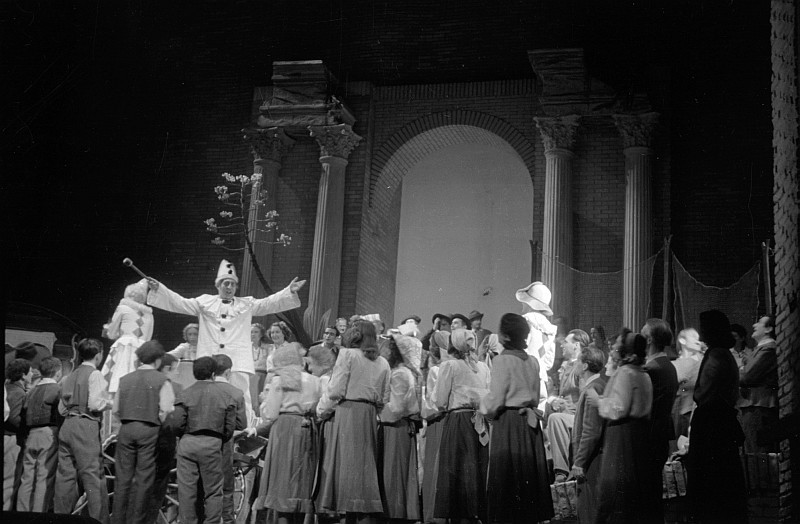
Opvoering van Pagliacci in oktober 1945.

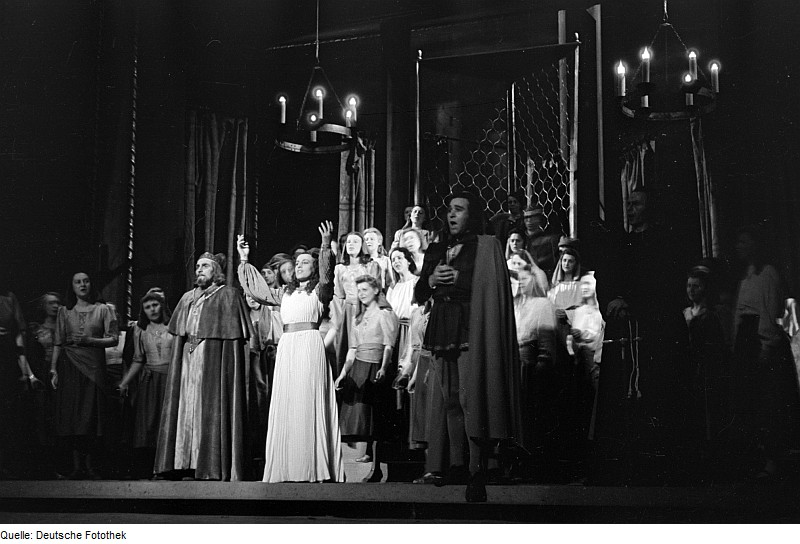
Opvoering van Simon Boccanegra, mei 1946.

De Deutsche Oper Berlin is een gerenommeerd operahuis in de Duitse hoofdstad Berlijn, gevestigd in Charlottenburg in het westen van de stad. Samen met de oudere Staatsoper Unter den Linden, de Komische Oper Berlin en het Staatsballett Berlin vormt het de Berliner Opernstiftung. Het gezelschap van de Deutsche Oper, bestaande uit enkele honderden musici, zangers en acteurs, vierde in 2012 zijn honderdjarig jubileum.

## Geschiedenis
Op initiatief van een groep vooraanstaande inwoners van Charlottenburg, die een alternatief wensten voor het theater van het Pruisische hof Unter den Linden, werd in 1911, voor de annexatie van de rijke stad door Berlijn in 1920, het Deutsches Opernhaus gebouwd naar een ontwerp van Heinrich Seeling, architect van vele theaters en kerken, waaronder in 1903-1905 het Staatstheater Nürnberg. Op 7 november 1912 werd het nieuwe operagebouw, 2300 stoelen groot, ingewijd met een uitvoering van Beethovens Fidelio onder leiding van dirigent Ignatz Waghalter, die tot 1923 de eerste Generalmusikdirektor was. De zaal had ruimte voor de groots opgezette operastukken uit de 19e eeuw zoals die van Verdi, Wagner en Puccini. In 1914 vond de Duitse première van Parsifal buiten Bayreuth plaats in het Deutsches Opernhaus.
In 1925 werd de naam veranderd in Städtische Oper. Na de machtsovername door de nazi's in 1933 veranderde minister Goebbels de naam op de gevel terug in Deutsches Opernhaus. De artistiek directeur Carl Ebert werd als 'muziek-bolsjewiek' uit zijn functie ontheven. Hij keerde van 1954 tot 1961 terug. Het gebouw werd in 1935 heringericht; het aantal stoelen in de grote zaal nam hierdoor met 200 af. Op 23 november 1943 werd het gebouw getroffen bij een luchtbombardement, waarna het geheel uitbrandde.
Het gezelschap vond tot 1945 onderdak in het Admiralspalast en na de oorlog in het Theater des Westens. Op 23 september 1952 ging de balletopera Preußisches Märchen van Boris Blacher in première in het provisorische Städtischen Opernhaus Berlin. De herbouw, een rechthoekige schepping van architect Fritz Bornemann, opende als Deutsche Oper Berlin op 24 september 1961 met Mozarts Don Giovanni. Het naastgelegen metrostation, in 1906 geopend onder de naam Bismarckstraße, werd toen ook omgedoopt tot Deutsche Oper. Vanwege de vernieuwende indeling van de foyers en de vestiaire is het gebouw ondanks zijn sobere uiterlijk een beschermd modern monument. Tot de hereniging van West- en Oost-Berlijn in 1990 was de Deutsche Oper de representatieve cultuurtempel van Berlijn, een rol die traditioneel aan de Lindenoper had toebehoord. Die was in de DDR-tijd hernoemd tot Deutsche Staatsoper om de betekenis van de Duitse Democratische Republiek als Duitse staat te benadrukken.
Op 7 april 1965 ging Der junge Lord van Hans Werner Henze in première in het Berlijnse operahuis, gedirigeerd door Christoph von Dohnányi. De productie van Der Ring des Nibelungen door huisregisseur Götz Friedrich in 1984 zette een nieuwe standaard voor de opvoering van het hemelbestormende werk van Wagner, onder meer door interpretaties die eerder als parodie waren bedoeld, toch serieus te nemen.
De Italiaanse dirigent Giuseppe Sinopoli kreeg 20 april 2001 tijdens een uitvoering van Verdi's Aida een hartaanval en overleed op het podium. In 1990 had hij enige tijd de post van muzikaal directeur van de Deutsche Oper bekleed. Hij werd 54 jaar.
Het gebouw is ook de thuisbasis van het Staatsballett Berlin, in 2004 ontstaan uit een fusie van de drie staatsballetgezelschappen in de stad. Met meer dan 70 dansers behoort het tot de grootste gezelschappen in Europa.
Met thans 1859 zitplaatsen is de Deutsche Oper het grootste operahuis van de stad. Behalve voor klassiek repertoire is er ook blijvende belangstelling voor componisten uit de vroege 20e eeuw. Tussen 1911 en 2011 vonden er 112 premières plaats in de Deutsche Oper. In 2008 werd een kinderkoor met 213 kinderen samengesteld, dat sindsdien heeft opgetreden in De Notenkraker, Carmen en Tosca.

### Debat
In september 2006 deed een productie van Mozarts opera Idomeneo stof opwaaien toen de directie besloot om de voorstelling te schrappen uit angst moslims te kwetsen die aanstoot zouden kunnen nemen aan een scène waarin de regisseur Hans Neuenfels in de epiloog niet alleen de Griekse zeegod Neptunus ten tonele voert zoals het libretto voorschrijft, maar ook Jezus, Boeddha en Mohammed. Na een maatschappelijk debat, waarin bondskanselier Merkel stelde de beslissing te betreuren omdat zelfcensuur geen bescherming biedt, werd het spel in december alsnog opgevoerd. In het publiek zaten vertegenwoordigers van islamistische groeperingen en politici onder wie minister van Binnenlandse Zaken Wolfgang Schäuble. Zij omschreven de voorstelling en de reacties uit de zaal, kort applaus en bescheiden boegeroep, als beschaafd en respectvol.

## Directie
De theaterdirectie was in handen van regisseurs, zangers en acteurs:
- Georg Hartmann (1912–1923)
- Wilhelm Holthoff von Faßmann (1923–1925)
- Heinz Tietjen (1925–1931)
- Carl Ebert (1931–1933)
- Max von Schillings (1933)
- Wilhelm Rode (1934–1943)
- Hans Schmidt-Isserstedt (1943-1944)
- Michael Bohnen (1945–1947)
- Heinz Tietjen (1948–1954)
- Carl Ebert (1954–1961)
- Gustav Rudolf Sellner (1961–1972)
- Egon Seefehlner (1972–1976)
- Siegfried Palm (1976–1981)
- Götz Friedrich (1981–2000)
- Udo Zimmermann (2001–2003)
- Kirsten Harms (2004-2011)
- Dietmar Schwarz (sinds 2012)

Muzikaal leider, vaak ook dirigent, van de Deutsche Oper waren:
- Ignatz Waghalter (1912–1923)
- Bruno Walter (1925–1929)
- Kurt Adler, huisdirigent (1932–1933)
- Artur Rother (1935–1943, 1953–1958)
- Karl Dammer (1937–1943)
- Ferenc Fricsay (1949–1952)
- Richard Kraus (1954–1961)
- Heinrich Hollreiser, chef-dirigent (1961–1964)
- Lorin Maazel (1965–1971)
- Gerd Albrecht, huisdirigent (1972–74)
- Jesús López Cobos (1981–1990)
- Giuseppe Sinopoli (1990)
- Rafael Frühbeck de Burgos (1992–1997)
- Christian Thielemann (1997–2004)
- Renato Palumbo (2006–2008)
- Donald Runnicles (sinds 2009)

De internationale uitstraling van de Deutsche Oper, versterkt door het stempel van de Amerikaanse dirigent Maazel, is terug te lezen in de aanstelling na 1980 van buitenlanders uit Spanje en Italië. De huidige muzikaal directeur is een Schot. Sinds 2011 is de Nederlandse bariton Bastiaan Everink een van de solisten. Gastdirigenten in het verleden waren onder meer Toscanini, Claudio Abbado, Herbert von Karajan en Zubin Mehta. Een erelid van het orkest was Vicco von Bülow.